# ستيفان فوكوفيتش
ستيفان فوكوفيتش هو لاعب كرة قدم كندي في مركز الهجوم، ولد في 18 مارس 1993 في هاميلتون في كندا. شارك مع منتخب كندا تحت 17 سنة لكرة القدم ومنتخب كندا تحت 20 سنة لكرة القدم. أما مع النوادي، فقد لعب مع شلوسك فروتسلاو ونادي العقبان البيضاء الصربية.